# Death by Rock and Roll
Death by Rock and Roll — четвёртый студийный альбом американской рок-группы The Pretty Reckless, выпущенный 12 февраля 2021 года. Это первый альбом группы, выпущенный на их новом лейбле Fearless Records и первый альбом группы после смерти  в 2018 году их давнего продюсера Като Кхандвалы. Альбом был спродюсирован Джонатаном Вайманом, вокалисткой Тейлор Момсен и гитаристом Беном Филлипсом, а дополнительное продюсирование осуществил Нейт Яккичино. Альбому предшествовали два сингла: «Death by Rock and Roll» и «And So It Went» с участием Тома Морелло. Перед альбомом было выпущено два промо-сингла: «Broomsticks» и «25».

## Об альбоме и запись
В апреле 2018 года давний продюсер группы Като Кхандвала попал в аварию на мотоцикле и позже скончался из-за травм. Говоря о смерти Кхвандалы, Тейлор Момсен сказала:
Это был для меня гвоздь в гроб. Я подняла руки вверх и сказала: «Да, я сдаюсь». Я попала в очень тёмную кроличью нору депрессии, злоупотребления психоактивными веществами и всего, что с этим связано
Группа также переживала не лучшие времена в связи со смертью в 2017 году вокалиста Soundgarden Криса Корнелла.
В ноябре 2019 года было объявлено, что группа приступила к работе над своим четвёртым студийным альбомом. Название альбома, фраза, часто используемая Кхвандалой, было позже раскрыто в феврале 2020 года. «Это было правилом, по которому мы жили и по которому я до сих пор живу», — сказала Момсен по поводу названия. «Это очень похоже на боевой клич на всю жизнь: живи своей жизнью.» Альбом был записан на London Bridge Studios в Сиэтле, штат Вашингтон.

## Выпуск
Релиз альбома состоялся 12 февраля 2021 года. Главный сингл «Death by Rock and Roll» был выпущен 15 мая 2020 года. 22 октября 2020 был выпущен промо-сингл «Broomsticks». Релиз второго промо-сингла «25» состоялся 13 ноября того же года. Второй сингл, And So It Went (с участием Тома Морелло), был выпущен 8 января 2021 года.
Говоря о выпуске музыки во время пандемии COVID-19 в интервью Kerrang!, Тейлор Момсен заявила:
"Это очень странная вещь - выпускать музыку прямо сейчас. Выпустить музыку в мир в любое время всегда немного нервно, но, безусловно, выпускать музыку в эти беспрецедентные времена - это немного страшно."

## Композиции
Жанры Death by Rock and Roll были в основном описаны как хард-рок, альтернативный рок и гранж. Описывая альбом, Good Call Live написал, что «от тяжелых гранжевых риффов к хукам классического рока, от театрального рока до практически элемента кантри-рока этот альбом полностью раскрывает чувства группы.». Заглавный трек был описан как «рок-трек в запрещённом стиле с восходящим запоминающимся припевом и яркой гитарной мелодией». Во вступлении можно услышать шаги Като Кхвандалы. Песня «Only Love Can Save Me Now», дань уважения Крису Корнеллу, содержит «Блюзовые гранж-риффы»; её сравнивают с такими гранж-группами 90-х как Soundgarden и Alice In Chains. «And So It Went» также называют гранжевой песней и в ней присутствует гитарное соло Тома Морелло. Стиль песни «25» склоняется к прогрессивному року. Песня «My Bones» — это «рок без излишеств»; её сравнивают с Thin Lizzy и Kiss. «Got So High» — это «полуакустическая песня». «Broomsticks» — это короткий трек на тему Хэллоуина, который сравнивается с фильмами Тима Бертона. «Witches Burn» сравнивается с творчеством Danzig. «Standing at the Wall» — это рефлексивная «полуакустическая» песня по аналогии с «Got So High». «Turning Gold» содержит «рок 80-х». «Rock And Roll Heaven» — это кантри-рок и «баллада в стиле американа». Закрывающий трек «Harley Darling» — это кантри-рок, фолк-рок и «рутс-баллада» и дань уважения Кхвандале.

## Оценки критиков
| Совокупная оценка | Совокупная оценка |
| Источник          | Оценка            |
| ----------------- | ----------------- |
| AnyDecentMusic?   | 7.0/10            |
| Оценки критиков   |                   |
| Источник          | Оценка            |
| Blabbermouth.net  | 7/10              |
| Classic Rock      | [ 23 ]            |
| Gigwise           | [ 3 ]             |
| Kerrang!          | 4/5               |
| Metal Hammer      | [ 24 ]            |
| NME               | [ 15 ]            |
| Noizze            | [ 16 ]            |
| Riff Magazine     | [ 17 ]            |
| Upset             | [ 25 ]            |

Death by Rock and Roll получил в целом положительные отзывы критиков. Дом Лоусон из Blabbermouth.net положительно отнёсся к альбому, заявив: «К счастью, здесь есть несколько действительно отличных песен, и все они обладают огромным обезоруживающим шармом». Генри Йетс из Classic Rock похвалил альбом как «их первую попытку вернуть то, что у них было», назвав его «блестящим».
Вики Грир из Gigwise назвала альбом «ярким примером целительной силы рок-н-ролла» Джеймс Хики из Kerrang! был положительно настроен по отношению к альбому и считал, что альбом «сделан людьми, которые пострадали из-за своего искусства и чьё искусство, в свою очередь, облегчит их страдания». Пэрис Фоусетт из Metal Hammer был менее позитивен, заявив: «TPR меняют неистовые гимны предыдущих альбомов на уязвимый и рефлексивный подход, но часто производят впечатление более сентиментальное, чем вымученное».
Софи Уильямс из NME похвалила вокал Момсен, сказав, что «её исполнение — неизменно лучшее в 'Death By Rock And Roll'.» Бенни Осборн из Noizze назвал альбом «решающим моментом в их музыкальных поисках». Майк Девальд из Riff Magazine отметил: «Death By Rock and Roll процветает благодаря своей способности удивлять и восхищать, оставаясь при этом верным своей сути».
Журналом Loudwire альбом был назван 6-м лучшим рок/метал-альбомом 2021 года.

## Коммерческие достижения
В Соединенных Штатах Death by Rock and Roll стал самым продаваемым альбомом в стране в неделю его выпуска, разойдясь тиражом в 16000 копий; всего было продано 17 366 альбомно-эквивалентных единиц. Альбом дебютировал на вершине Top Album Sales Chart, став первым подобным достижением для группы в этом чарте и третьим для группы, попавшим в этом чарте в топ-10; альбом также занял 28 позицию в Billboard 200. Из общего количества проданных альбомов 5300 экземпляров были проданы в формате винила, что позволило дебютировать на пятом месте в Vinyl Albums Chart.

## Список композиций
Все песни написаны Тейлор Момсен и Беном Филлипсом и спродюсированы ими же и Джонатаном Уайменом.
| №                   | Название                                                               | Длительность |
| ------------------- | ---------------------------------------------------------------------- | ------------ |
| 1.                  | «Death by Rock and Roll»                                               | 3:54         |
| 2.                  | «Only Love Can Save Me Now» (при участии Кима Тайила и Мэтта Кэмерона) | 5:12         |
| 3.                  | «And So It Went» (при участии Тома Морелло)                            | 4:30         |
| 4.                  | «25»                                                                   | 5:26         |
| 5.                  | «My Bones»                                                             | 4:47         |
| 6.                  | «Got So High»                                                          | 3:20         |
| 7.                  | «Broomsticks»                                                          | 0:38         |
| 8.                  | «Witches Burn»                                                         | 4:53         |
| 9.                  | «Standing at the Wall»                                                 | 3:58         |
| 10.                 | «Turning Gold»                                                         | 4:09         |
| 11.                 | «Rock and Roll Heaven»                                                 | 5:12         |
| 12.                 | «Harley Darling»                                                       | 4:19         |
| Общая длительность: | Общая длительность:                                                    | 50:18        |

## Участники записи
The Pretty Reckless
- Тейлор Момсен — ведущий вокал, ритм-гитара
- Бен Филлипс — соло-гитара, клавишные, фортепиано, бэк-вокал
- Марк Деймон — бас-гитара
- Джейми Перкинс — ударные, перкуссия

Дополнительные музыканты
- Ким Тайил — дополнительные гитары (2)
- Мэтт Кэмерон — дополнительные ударные, дополнительный вокал (2)
- Том Морелло — дополнительные гитары (3)
- Сара Холли Ричардсон — бэк-вокал
- Анна Ломбард — бэк-вокал
- Исаак Филлипс — губная гармошка
- Давид Понтбриан — ситар, танпура
- Дункан Уотт — клавишные, оркестр, орган, фортепиано

Производственный персонал
- Тейлор Момсен — производство
- Бен Филлипс — производство
- Джонатан Уаймен — продакшн, программирование ударных, звукоинженерия, сведение, дополнительные гитары, клавишные
- Нейт Яччино — дополнительное производство
- Тед Дженсен — мастеринг
- Джей Коланджело — барабанный техник
- Нил Хундт — барабанный техник
- Дэнни Гастингс — фотография
- Шон Келли — помощник звукоинженера, техник-технолог
- Адам Ларсон — дизайн упаковки

## Чарты
| Чарт (2021)                                   | Высшая позиция |
| --------------------------------------------- | -------------- |
| Австралия (ARIA)                              | 15             |
| Австрия (Ö3 Austria)                          | 6              |
| Бельгия/Валлония (Ultratop)                   | 40             |
| Бельгия/Фландрия (Ultratop)                   | 38             |
| Великобритания (UK Albums Chart)              | 6              |
| Великобритания (UK Rock & Metal Albums Chart) | 1              |
| Германия (Offizielle Top 100)                 | 5              |
| Италия (Classifica album)                     | 66             |
| Канада (Canadian Albums Chart)                | 28             |
| Нидерланды (Album Top 100)                    | 51             |
| США (Billboard 200)                           | 28             |
| США (Billboard Top Rock Albums)               | 3              |
| США (Top Hard Rock Albums, Billboard)         | 2              |
| Финляндия (Suomen virallinen lista)           | 46             |
| Франция (SNEP)                                | 109            |
| Швейцария (Schweizer Hitparade)               | 4              |
| Шотландия (Scottish Albums Chart)             | 4              |
| Япония (Oricon)                               | 107            |

| Чарт (2021)     | Позиция |
| --------------- | ------- |
| США (Billboard) | 130     |